# 鄭俊英
鄭俊英（1989年2月21日—）是韓國男歌手、演员、主持人、電台DJ 。曾為KBS 2TV《兩天一夜第三季》主持人之一。於2019年3月11日爆出性醜聞事件而中斷演藝活動，並因涉嫌偷拍、散佈性愛影片及性暴力犯罪而接受警方調查。同年11月29日，首爾中央地方法院以集體性暴力嫌疑判決鄭俊英有期徒刑6年。12月5日，鄭俊英不服上訴。 2020年5月12日，鄭俊英因「特殊強姦罪」被法院二審判決有期徒刑5年。13日，鄭俊英不服二審判決上訴。9月24日，法庭駁回上訴並維持二審原判。鄭俊英確定監禁5年，進行80小時的性暴力治療，並限制就業5年。

## 個人生活
鄭俊英于1989年2月21日出生于印尼。因父親工作關係長年生活於海外，曾在中國、印尼、法國、日本和菲律賓等地生活，故懂得五種語言：韓語、英語、漢語、日語、菲律賓語、印尼語。于青少年時期看到Nirvana（涅槃乐队）在MTV不插电電視節目中的表演，受Kurt Cobain影響從而結緣搖滾樂。十九歲時獨自回到韓國追求音樂夢想，曾擔任網店模特。
2012年參加韓國選秀節目Mnet的《Superstar K》第四季獲得季軍，以其對搖滾樂的執著追求與鮮明個性深受大眾關注與喜愛。2013年10月10日正式出道，推出個人首張迷你專輯。2014年組建JJY Band搖滾樂團，擔任主唱和吉他手。樂團於2015年5月20日正式更名為Drug Restaurant，並發行首張單曲專輯《Escape to Hangover》。2017年2月7日發行鄭俊英個人首張正規專輯《第一人稱》（1인칭）。
「那一天，我追的歐巴成為了罪犯」一書作者吳洗娟曾是藝人鄭俊英鐵粉，當偶像犯罪入獄後，她感到強烈羞愧感，因而踏上尋找同樣境遇粉絲、共同回看失敗追星經驗，該書已出版，且拍攝成紀錄片，榮獲第23屆釜山獨立電影節評委特別獎，入圍第58屆大鐘獎電影節、遠東國際影展、倫敦亞洲電影節、光州女性影展、釜山獨立影展、首爾獨立影展、仁川人權影展，並售出日文版權與接受劉在錫「You Quiz On The Block」節目專訪

## 醜聞

### 偷拍與女友性愛短片
2016年8月6日，鄭俊英前女友指控鄭俊英涉嫌於同年2月13日使用手機偷拍其性愛影片，雙方於檢方調查結束後達成和解。但於9月23日，該事件於媒體曝光並引起公眾爭議。9月25日，鄭俊英舉行緊急記者會發表聲明，指出影片是今年初在與該位女性交往期間，相互合意下出於玩笑所拍攝的影片並非偷拍，之後亦已立刻刪除。此後因行程繁忙而對女友有所疏忽，雙方關係產生衝突，該女性因而衝動提出指控。鄭俊英指出自己需為事件負上責任，表示對事件引起如此大反響始料不及，並認為自己當時輕浮的做法極度錯誤。其後，首爾檢察廳表示將會重新開始調查，以了解事件原由。9月26日，鄭俊英前女友澄清指該影片只有兩秒，並非性愛影片，並指出因事件曝光而受到打擊，私生活被嚴重侵犯。9月27日，鄭俊英將該涉事手機交給檢方接受檢查，並表示會積極配合有關調查。
2016年9月29日，《兩天一夜》製作組表示鄭俊英將暫時離開節目，並於9月30日起以5名成員進行錄影，直至檢方調查結束後再作定奪。
同年10月6日，檢方經調查後宣佈，鄭俊英偷拍其前女友的性愛影片的行為不成立，判定鄭俊英無嫌疑。
2017年1月6日起，鄭俊英正式回歸《兩天一夜》節目錄製，並於2017年1月15日起出現于播出節目中。
2024年5月19日，英國媒體《BBC》播出《Burning Sun：揭露K-pop明星秘密對話的女性故事》紀錄片，紀錄片提到2016年鄭俊英與女友性愛影片的事件。當時鄭俊英的前女友因受到威脅而撤回指控，導致公眾對報道事件的朴姓女記者產生敵意，將鄭俊英視為受害者，還指責媒體在此事件中扮演了「惡魔角色」。該名女記者不僅受到來自鄭俊英粉絲的攻擊，還遭到自稱「反女權主義」男性的騷擾和侮辱。他們不斷在社群以及記者的信箱留下惡意留言，記者還經常在凌晨接到惡意來電，若不接電話，對方則會不斷傳送淫穢圖片與髒話。記者持續被騷擾長達三年之久。直到2019年Burning Sun事件爆發後，他們對記者的騷擾才停止。

### 因學歷問題未服兵役
2016年9月28日，鄭俊英因為自幼隨父到海外生活，學歷得不到韓國的認可而獲免服兵役。鄭俊英因家庭成長背景，自幼在海外升學，他在韓國獲得認可的學歷僅小學畢業，所以獲兵務廳免除當兵，當時鄭俊英指自己在印尼出生後，5歲前一直隨父在中國生活，他亦曾接受當兵前的身體檢查，但因在海外的學歷不被認可，而最終獲免除兵役。

## 所犯罪案

### 被爆出偷拍並散布性愛影片
2019年3月11日中午，隨著Burning Sun事件不斷發酵，韓媒再次報導警方在勝利Kakao群聊中找到了十多個非法偷拍，流傳的女性性愛影片。並發現至少2名韓國藝人也參與其中。並公佈其中一名藝人為30歲，歌手出身，活躍在各大綜藝節目裡，韓國警方將傳訊。
韓國網民紛紛猜測該名藝人為與勝利交情甚好的《兩天一夜第三季》成員鄭俊英。消息傳開後，經紀公司MakeUs Entertainment稱正在嘗試與在美國拍攝綜藝《在當地吃得開嗎3》的鄭俊英聯絡，並表示現時難以確定事情的真相。
同日晚上，SBS電視台節目《8NEWS》中，SBS記者報導韓國藝人鄭俊英在Kakao Talk聊天室中散播自己非法偷拍的性愛影片，受害女性確定至少10名。證實中午被爆出參與其中的藝人為鄭俊英。SBS方面表示:「確認了對話內容沒有造假，經過深思熟慮後決定公開藝人的實名。」

### 承認罪行及中斷所有日程
2019年3月12日上午8時，《在當地吃得開嗎3》製作組表示在商討之後，決定讓鄭俊英中斷所有日程並提前回到韓國: 「原計劃包括鄭俊英在內的所有人當天將從洛杉磯前往舊金山。看到報導之後，製作組在當地召開了會議，除了鄭俊英以外，其他人按照原計劃進行。鄭俊英將提前回到韓國。」。KBS 《兩天一夜》製作方亦決定中斷鄭俊英節目出演，已拍攝好的2集也將剪輯後播放。
韓國時間3月12日下午5時30分，鄭俊英抵達韓國仁川機場，遭遇記者圍堵，現場一度混亂。鄭俊英沒有回答記者的任何問題。韓國警方表示，鄭俊英已被警方立案，身份轉換為嫌疑人。但因為要準備手續等原因，暫時不進行現場逮捕，會盡快進行傳喚。
12日晚上，SBS節目《8NEWS》再次公開鄭俊英在Kakao Talk聊天室的部分對話內容。內容包括「給女性餵安眠藥」「強姦」「迷姦」「從中間開始拍」「只是沒殺人」等字眼。
鄭俊英不僅在群組分享自己偷拍的性愛影片，還說出許多令人髮指的言論，如號召大家「在車上強姦」、「如果沒有被發現，可假裝談戀愛，繼續發生關係」、「在喪禮（韓文意同商家）就搞上（女生）了」。
13日凌晨， 鄭俊英就偷拍事件發布聲明道歉：全部認罪，將中斷演藝活動，並將誠實的接受14日開始的調查。

### 中斷全部節目出演及解除合約
2019年3月12日上午，《兩天一夜》節目組發表官方立場：「考慮到事件的嚴重性，決定讓鄭俊英中斷出演《兩天一夜》，已經拍攝完成的2期份量也會儘量全部剪輯，希望各位觀眾諒解。 」除了《兩天一夜》，鄭俊英參與的《在當地吃得開嗎3》和《窮遊豪華團》等節目都受到牽連，將在全部節目下車並全部剪輯。2016年有女性起訴鄭俊英偷拍性愛影片，鄭俊英因而暫別《兩天一夜》。最後警方以無嫌疑釋放鄭俊英。當年時隔4個月後，節目組就準備回歸特輯，幫助其重返電視節目。不少網民指責當年幫助鄭俊英回歸的《兩天一夜》節目組，主張節目組也有責任，甚至要求廢除節目。
3月13日，鄭俊英經紀公司makeus發表聲明，宣布與鄭俊英解除合約：「昨日晚間鄭俊英向本司發來了道歉信，經過此次事件，無法與鄭俊英再繼續保持合約關係，因此通過協商，將從2019年3月13日開始解除與鄭俊英的合約。 」
3月14日，有韓國媒體報導指「KBS電視台相關人士表示，與其說鄭俊英是完全退出《兩天一夜》，不如說是暫時退出，將等待調查結果出來再做決定。」報導一出令大批韓國網民嘩然。KBS電視台即時發表聲明澄清：「暫時退出的說法並非事實。鄭俊英已經完全退出《兩天一夜》。不是自願退出，而是被製作方解除合約。」
3月15日，《兩天一夜》節目組發公告指，因節目出演者鄭俊英犯法，《兩天一夜》深感責任重大，節目決定暫時中斷播出及製作。對於3年後事件再次重演，《兩天一夜》向觀眾表達歉意:「KBS 針對沒有徹底管理節目出演者這點鄭重道歉，我們也將研擬對策以防止重蹈覆轍。」
3月18日，承擔韓國三大電視台網路重播業務的POOQ宣布，已將《兩天一夜第三季》全線下架，並表明下架原因是出演者問題，強調之後不會重新上架。另外，POOQ亦宣佈暫停MBC《黃金漁場》、MBC《我獨自生活》、MBC《我們結婚了》等部分集數的網路重播，原因是這些集數中有勝利和鄭俊英亮相，「考慮兩人引發的巨大社會爭議，這些被停掉的重播節目，今後永遠都不會再開啟重播服務。」
鄭俊英事件爆發後至3月18日，超過30位藝人在Instagram取消追蹤鄭俊英。有些藝人連留言和合照都刪除掉，和鄭俊英徹底劃清界限。
3月28日，MBC News揭露，鄭俊英2016年4月7日在德國拍攝JTBC節目《Hit Maker》時，曾在群組內炫耀於拍攝當地進行性交易。節目製作人在29日回應: 「這跟製作組沒關係，我們無法知道鄭俊英私生活的事。」「藝人間自己有沒有成立群組，我們也不知道。」JTBC電視台表示，已經將網站上《Hit Maker》鄭俊英的相關片段刪除，接下來也會陸續將其他平台上的相關影片下架。
4月9日，KBS電視台宣布禁止鄭俊英出演KBS任何節目。4月12日，MBC電視台表示:「經過內部決定，上月末對鄭俊英做出禁止出演MBC任何節目決定。 」SBS電視台表示:「現在已經禁止鄭俊英出演SBS任何節目。根據內部規定，對於違法，不道德行為或引起社會性質疑的藝人等，將禁止出演電視節目。 」

### 偷拍事件後續
2019年3月13日，SBS及ChannelA方面報導了鄭俊英繼2016年因偷拍嫌疑被立案調查之後，在2018年前也曾因相同的原因被立案，但同樣是得到了無嫌疑的判定。根據報導，2018年警方接到匿名舉報，指某維修復原企業的USB內包含有非法影片，向檢方申請了搜查令但均被駁回，理由是可能與2016年被判無嫌疑的案件是同一情況，最終以不起訴意見送檢。
2016年鄭俊英被前女友起訴事件當時，城東警察局要求鄭俊英委託修手機的企業出具一份“無法復原數據”的證明書，疑似受警方包庇，試圖銷毀證據。
3月14日，鄭俊英接受了警方調查。鄭俊英表示「會誠實接受調查。」同日，在SBS節目中，首次公開事件的記者表示:「當時其中一名被偷拍的女性發現後，怕影片遭散布，哭著求鄭俊英刪掉影片。鄭俊英當面刪除了，不過其實該影片已經偷偷發送給了熟人。該女性回去之後，鄭俊英讓那個熟人把影片回傳過來並儲存，然後就是污穢和戲弄對話的延續。」「非常苦惱要報導到哪里為止有些內容真的很難以啟齒，甚至比已經報導的內容更加嚴重，已經報導的內容只是冰山一角，而且從至今為止的形態來看（鄭俊英）並不是某個特定時期的犯罪，而是像習慣一樣的接近生活，所以直到最近也完全有可能存在犯罪嫌疑。」
3月15日下午3時，首爾地方警察廳廣域搜查隊對鄭俊英居住地進行全面沒收搜查，計劃將於今天或明天之內對他們申請拘捕令。晚上，KBS <9點新聞>獨家曝光有關鄭俊英國內，國外性買賣情況的聊天記錄。
同日，因為李宗泫和鄭俊英互發的kakaotalk聊天記錄被曝光，去年10月份韓國社交論壇DC對於鄭俊英和李宗泫的私生活爆料重新受到網友關注。
2018年10月21日，社交論壇DC上出現了一篇爆料鄭俊英和李宗泫私生活的文章，發帖人表示:「兩天一夜的鄭俊英和李宗泫給未成年粉絲餵安眠藥並進行過猥褻。李宗泫和知名女團發生性關係的事情已經傳開了。他跟女粉絲發生性關係也很有名。」發帖人還表示:「總有一天會被新聞報導的。李宗泫去過很多次警局了。」當時論壇的粉絲們都在說發帖人說謊，但3月14日SBS公開了李宗泫貶低女性及看非法拍攝物的犯罪後，韓國網友聯想到了去年DC的這篇爆料，並認為這是事實。
同日，韓媒Dispatch稱找到2016年在「鄭俊英群組」中的一名好友A。 A透露，2016年鄭俊英被女方指控後，律師告誡鄭俊英：「千萬不要交出手機」、「這確實是非法偷拍傳播」。對此，鄭俊英將自己的手機交給私人的佛羅倫薩企業，辯解稱「手機丟了,不能提交」。檢察雖然找到了手機，但是證據已經消失。Dispatch稱，鄭俊英2016年在道歉記者會鞠躬道歉，辯解稱並無偷拍行為。但是在記者會召開3個小時前，在群聊中的樣子卻和記者會上截然不同。鄭俊英出席記者會之前說：「我會裝作歉疚的樣子過去的。」並把錄好的道歉文錄音上傳到群中，問道：「不錯吧？」，群組裡的好友回覆：「哈哈哈哈哈」、「精神正常了吧」
3月21日上午10時，鄭俊英到中央地方法院為接受逮捕令進行實質審查，現場再次向受害者和國民道歉，表示「承認所有嫌疑， 向至今為止關心和喜愛我的所有人鞠躬謝罪」。21日晚，法院對鄭俊英下發了拘捕令，以涉嫌非法拍攝及傳播性愛影片為由將其拘捕鄭俊英，鄭俊英正式被拘留。3月23日，據韓媒報導，鄭俊英雖然直接提交了「黃金手機」和現在使用的手機，但另一部手機是在恢復了出廠設置之後提交的。據報導，警方最終未能成功恢復初始化前的手機內容。目前，警方正在對已拘留的鄭俊英將手機初始化的時間和理由進行確認。
3月27日，韓國Channel A記者採訪了一位與鄭俊英相識多年的女性朋友。女性朋友一直認為鄭俊英是個做事有條理、有底線的人，只是有點愛玩愛喝酒。但得知真相後，她感到衝擊與震驚，完全不知道鄭俊英是這樣的人。記者表示，鄭俊英是一個「兩面派」，對親密的女性朋友與對聊天室朋友使用了完全不同的相處方式與語言模式。
3月28日，MBC《News Desk》報導了鄭俊英等人在內的聊天群中傳閱性愛影片，威脅貶低女性的相關成員在內共計14人，其中包括8名歌手，1名模特，2名BurningSun夜店的MD，以及鄭俊英的朋友們，這些人共計分佈在7個聊天群/對話中。節目揭露的聊天群對話內容指鄭俊英於2015年12月25日，2016年4月7日在德國拍攝JTBC節目《Hit Maker》時，曾在群組內炫耀於當地進行性交易。此外，據《news desk》報導，警方的調查記錄顯示勝利、鄭俊英、崔鐘訓等曾共享偷拍性愛影片的成員均更換了手機，有組織地隱匿了證據的行為。在向警方提交手機之前，勝利曾指揮群聊中的鄭俊英、崔鐘訓等人更換手機。鄭俊英是在接受了朴某的要求後，於美國更換了新手機後才回國。警方未能獲取到其最近使用的手機，目前只能對鄭俊英2015年和2016年之前的非法行為進行調查。但警方還是再次發現其3次傳播非法拍攝物的情況，並進行了追加立案。
3月29日上午10時，韓國警方對鄭俊英以起訴意見，從首爾鐘路警察局拘留所移送到首爾地方檢察廳。警方確認涉及鄭俊英拍攝或傳播性愛影片嫌疑的相關聊天群或1:1對話多達23個。4月14日，《BBC KOREA》曝光鄭俊英群組內更多不雅對話，內容低俗不堪，極不尊重女性。

### 迷昏女性及性暴力嫌疑
2019年4月18日，韓媒爆出鄭俊英等人疑似下藥迷昏女性後集體性侵。一名受害女子接受韓國SBS專訪時透露，2016年因參加鄭俊英的粉絲簽名會和他相識，之後和鄭俊英、崔鍾訓及金姓Burning Sun夜店職員、許姓YG前職員，以及朴姓企業家一起喝酒，幾杯酒下肚後失去了意識，等她清醒後，崔鍾訓就躺在她身旁，還被鄭俊英等人言語羞辱，嚇得她倉皇逃離。受害女子從聊天室事件散布的語音和照片，以及他們的談話中，認為自己確實遭鄭俊英等人集體性侵。
4月22日，韓國channelA報導了獲取到的遭受鄭俊英、崔鐘訓等人性暴力的訴狀。據報導，2016年1月，鄭俊英、崔鐘訓及BurningSun職員等5人一起去江原道洪川的度假村旅行。這次旅行是鄭俊英主導的，還邀請了數名女性。主張當時遭到性暴力的女性表示“喝了男人們倒的酒之後就失去了記憶”。不僅如此，鄭俊英等人還在kakaotalk群聊中進行了對話，聊得疑似是在江原道度假村中對女性進行性暴力的內容。警方已經獲取了疑似為性暴力的6張照片和1個音頻文件。將以受害女性的訴狀為基礎，投入搜查官進行調查。
據韓國KBS報導，警方連續多日接到遭到鄭俊英群組成員性侵的訴狀。截至4月29日為止，已有至少7名女子報案。7人皆表示，在和鄭俊英聊天室的成員喝酒後失去意識，疑似遭到性侵。警方將追加立案，並傳喚被拘留的鄭俊英，集中調查了他是否也參與了性侵犯罪，此外也將傳喚崔鍾訓等人進行調查。而據《JTBCNews》報導，鄭俊英曾在聊天室裡表示：「我跟鍾訓昨天進去做了（性關係）」、「另外的人則是躲著忍笑。」、「應該要在醒來前做的」這段對話證實了當時鄭俊英確實參與了性侵犯罪。警方表示，過去一個月中始終未能掌握遭性侵受害者身份，因此案情未能有進展，在接到訴狀後將會立刻著手調查。
2019年12月3日，SBS funE報導早前公開的鄭俊英判決書內容: 2016年3月20日，在鄭俊英粉絲簽名會前一天，鄭俊英和崔鍾訓於大邱一間酒店內迷姦一名患有驚恐症的女性，據了解當時該名女性因為飲了太多酒，所以亦呈昏迷狀態，但鄭俊英和崔鍾訓卻沒有理會對方已陷昏迷的情況，輪流性侵對方之餘更繼續在旁錄影，行為令人髮指。鄭俊英翌日若無其事現身大邱粉絲簽名會與現場粉絲互動。不少網民認為他參與集體迷姦數小時後，竟仍可若無其事見女性粉絲，令人不寒而慄。
2024年5月19日，英國媒體《BBC》播出《Burning Sun：揭露K-pop明星秘密對話的女性故事》紀錄片，揭露更多關於鄭俊英與其群組的對話。紀錄片提到，鄭俊英和崔鍾訓性侵女子時，群聊成員和其他朋友在場，他們說:「這女的醉得太厲害，頭都要撞碎了。」鄭俊英則回覆說:「這是我一生中最有趣的夜晚。我們被抓到了，因為你打開了閃光燈，為什麼你要開閃光燈啊哈哈，真是太搞笑了。」

## 判刑

### 一審判決和上訴
2019年5月10日，鄭俊英在中央地方法院進行公審準備。他全程低頭不發一言，雙手被戴上手銬，並以藍布遮蓋。代表律師表示他不希望國民參與是次案件的審訊，又指鄭俊英已承認全部犯罪的嫌疑，並嘗試與受害女生進行和解，更提出要求與崔鍾勛一同涉及的集體性侵案合併處理。
6月27日，鄭俊英否認了集體性侵嫌疑。鄭俊英方面律師表示：「承認非法拍攝的嫌疑，但從未與其他被告人對不特定的女性進行或意圖強姦。是根據協議達成的性關係，當時受害者並沒有昏迷或無法抗拒。」 
7月16日，鄭俊英、崔鍾訓等5人於韓國時間下午2時10分在首爾中央地方法院接受第一次非公開審訊。鄭俊英方面承認偷拍及散佈性愛影片，不過就否認強姦，指是於雙方協議下發生的性關係。鄭俊英的代表律師指，女方當時並非處於意識不明及無法反抗的狀態。鄭俊英的律師又表示，警方是用不合法的方式取得聊天室的對話內容，因此不能當作證據來使用。
8月19日韓國時間下午2時，鄭俊英、崔鍾訓等人在首爾中央地方法院接受第二次非公開審訊，受害人亦以證人身份出席，鄭俊英未有出席審訊。
根據法院內的記者形容，是次審訊有兩名受害人以證人身份上庭，為了保護受害人，審訊將以非公開的形式進行。
11月13日，鄭俊英和其餘被告在首爾出席第九次審訊，穿上西裝的鄭俊英現身時一直低頭。經過審訊後，鄭俊英涉集體強姦醉酒女性及非法拍攝和發佈色情影像，檢方以犯罪性質惡劣，且未取得被害人原諒為由求法院判處鄭俊英有期徒刑七年。檢方要求將鄭俊英等人的個人資料列入性犯罪者資料庫，以及下令禁止被告進行跟兒童和年輕人有關的工作，為期十年。以及至於鄭俊英等人是否需要佩戴電子腳鐐，仍有待法庭決定。21日，檢方向法院申請對鄭俊英等五人的保護觀察令，以防止鄭俊英等人獲釋出獄後再犯案。25日，韓國SBS記者姜京潤出席SBS節目《朱英鎮的新聞發布會》時，透露具荷拉生前（11月24日逝世）因「鄭俊英聊天室」事件曝光後，親自聯繫記者提供協助：「因為她也是被前男友非法拍攝的受害者，她說看到我的報道後就只能親自聯繫我，雖然不知道能提供什麼幫助，但她很希望能伸出緩手，她是很想積極地面對這種情況。」26日，法院再次開庭對鄭俊英等人的集體性侵案進行了審理。檢方主張鄭俊英等人對所犯的罪行毫無悔改之意，將來獲釋出獄後很有可能再度犯案，法院應對鄭俊英等五人下達保護觀察令，讓他們在將來刑滿出獄後也能接受執法部門的監管。
11月29日上午，首爾中央地方法院以集體性暴力嫌疑判決鄭俊英6年有期徒刑，另加80小時性暴力治療，以及限制從事與兒童及青少年相關的工作，為期5年。 裁判部表示：「雖然鄭俊英否認在受害女性無抵抗能力下與其發生性關係，但據鄭俊英的供詞及聊天室記錄可以確定，鄭俊英曾性侵受害者。同時，由於聊天室記錄不具法律效力，故散佈非法拍攝影片罪名不成立，但鄭俊英已曾承認此事，故量刑加重。 」決審公判後，鄭俊英進行最終陳述：「我很後悔做出的愚蠢行為，我很深刻地反省自己，我會永遠自省。」但許多韓國網友對刑期相當不滿，認為量刑太輕，不足以抵消罪行。法院指出，鄭俊英作為人氣歌手，理應承擔相應社會責任，卻將女性視作取樂工具，犯罪性質非常惡劣，受害女性亦會希望兩人受嚴懲。據韓國媒體報道，鄭俊英聽判後眼眶泛紅。
12月3日，KBS獨家報導鄭俊英判決書內容。KBS表示:「（鄭俊英）傳訊息的頻密度像一日三餐一樣。將自己拍攝到的女性身體特定部位、與女性性行為、女性脫衣照片和影片不斷上傳到kakaotalk聊天室。僅2015年11月26日一天就發生了三次。給歌手崔鐘勳和龍俊亨等熟人提供了偷拍影片。部分未經受害者同意拍攝。部分受害者當時雖然知道鄭俊英的拍攝事實，但沒有想到自己的照片和影片會傳到kakaotalk聊天室。」「KBS掌握的鄭俊英一伙的"集體性暴行"等案件判決書共67頁。從判決書的結尾來看，涉嫌非法拍攝和散佈的鄭俊英的犯罪明細被完整地整理成了表格。這些都是一審裁判部認定有罪的內容。」「表格顯示，從2015年11月開始到2016年12月，鄭俊英先後在5個不同的團體聊天室和3個個人聊天室，共向14人散佈了自己拍攝的照片和影片。受害者約有10名左右，其中還包括兩名外國人。犯案地點不分自己的家、娛樂場所、飛機內、外國酒店等地。鄭俊英除了非法拍攝散播嫌疑，還涉嫌和崔鐘勳一起對醉酒後失去意識的女性性暴力，因此在一審中被判有期徒刑6年。」判決書亦提及當日作判決的裁判官表示：「無論是好奇心，或是開玩笑，案情實在太嚴重，加上受害人亦未能完整地恢復，所以重罰是不可避免的。」
12月5日，根據法院消息，鄭俊英不服一審判決，向首爾中央地方法院，就「集體性暴力」的控罪和刑期提出上訴。 而檢方亦於同日作出上訴。目前正在首爾高等法院進行二審。

### 二審判決和上訴
2020年1月21日，首爾中央地方法院對鄭俊英，崔鐘勳等鄭俊英聊天群五名成員進行二審審理。
3月30日，首爾中央地方法院刑事24單獨審判員李基洪（音譯）對鄭俊英因涉嫌海外性交易，違反相關法例而被起訴一案，下達了罰款100萬韓元的簡式命令。簡式命令是指不經過正式審判，法官只看書面材料審理，並處以罰款，沒收刑罰的程序。這與鄭俊英的集體性侵嫌疑及製作和涉嫌散佈非法拍攝物嫌疑是兩碼事。目前鄭俊英正在首爾高等法院進行二審。
首爾高等法院原定5月7日下午開庭對鄭俊英，崔鍾勳等五人的集體性侵，偷拍等案件進行二審判決，但鄭俊英等人5月6日向法院申請變更開庭日期，法院接受申請，將二審宣判日期推遲到了5月12日。對於推遲判決的理由，法院表示，五名嫌犯中金某與崔鍾勳昨天向法院提交了與被害人的和解書，而鄭俊英與權某也以與被害人和解爲由申請延期判決，因此法院決定將對五人的二審判決推遲到12日。
5月12日，鄭俊英被法院判決有期徒刑5年，另加80小時性暴力治療，以及限制從事與兒童及青少年相關的工作，為期5年。鄭俊英的實刑處罰是因為觸犯了「特殊強姦罪」。 因為kakao影片是復原內容，並非實際原件，作為證據的能力不充分，因此非法拍攝的嫌疑以沒有原件為由被判無罪。雖然鄭俊英在調查期間一貫否認嫌疑，也沒有與受害者協議，但裁判部以「認真反省」為由，降低了量刑。
5月13日，據法律界相關人士透露，鄭俊英對二審的判決結果不服，已透過代表律師上訴高院。

### 三審結果和最終判決
2020年9月24日，最高法院駁回上訴並維持二審原判。鄭俊英確定監禁5年，進行80小時的性暴力治療，並限制就業5年。由於鄭俊英於2019年3月進入看守所，被羈押日數可抵刑期，因此鄭俊英只需服刑3年半。

## 音樂作品

### 迷你專輯
| 專輯 # | 專輯資料                                                                                                 | 曲目 |
| ------ | --- | --- |
| －     | 迷你專輯《Rock Trip》 - 發行日期：2010年9月30日 - 語言：韓語                                             | 曲目 1. 1,000miles（A Thousand Miles） 2. Love N Hate 3. 환상 4. Happy Blue Christmas 5. 1,000miles（A Thousand Miles）（Inst.） 6. Love N Hate（Inst.） 7. 환상（Inst.） 8. Happy Blue Christmas（Inst.） |
| 1st    | 首張迷你專輯《Jung Joon Young Mini Album Vol. 1》 - 發行日期：2013年10月10日 - 語言：韓語                | 曲目 1. 병이에요（Spotless Mind） 2. 정말?（Really?） 3. 이별 10분 전（The Sense of an Ending） 4. Be Stupid 5. 아는 번호（The phone number I know） 6. Take Off Mask                                      |
| 2nd    | 第二張迷你專輯《TEENAGER》 - 發行日期：2014年6月26日 - 語言：韓語                                        | 曲目 1. 내가 나에게 2. TEENAGER 3. 이빨 4. 친구 5. HOLD ON 6. 돛단배 |
| 1st    | 鄭俊英樂團首張迷你專輯《偏離日常》（일탈다반사） - 發行日期：2015年5月27日 - 語言：韓語                  | 曲目 1. 연휴 Song 2. Sunset 3. OMG 4. Alibi 5. Office 6. 너란 X 7. 첫 느낌 8. 도마뱀 |
| 1st    | Drug Restaurant首張迷你專輯《Pomade》 - 發行日期：2017年8月4日（數位） 2017年8月8日（實體） - 語言：韓語 | 曲目 1. Don't be afraid 2. Drink O2 in the water 3. Ain't I good to you? 4. Starved 5. Escaper 6. Catwoman 7. Ain't I good to you?（Piano Demo Ver.）（只限實體CD版）                                      |

### 正規專輯
| 專輯 # | 專輯資料                                                                | 曲目 |
| ------ | ----------------------------------------------------------------------- | --- |
| 1st    | 首張正規專輯《第一人稱》（1인칭） - 發行日期：2017年2月7日 - 語言：韓語 | 曲目 1. Intro 2. Princess 3. 我和你（나와너）（feat. 張慧真） 4. 畫家（화가） 5. Star 6. Amy 7. 共感（공감）（Orchestra Ver.） 8. PSYCHO 9. 回音（메아리）（Outro） |

### 單曲專輯
| 單曲 # | 單曲資料 | 曲目 |
| ------ | --- | --- |
| 1st    | 首張單曲專輯《共感》（공감） - 發行日期：2016年2月24日 - 語言：韓語                                                 | 曲目 1. 공감（共感）（Feat. 徐英恩） 2. AMY                                                                            |
| 1st    | Drug Restaurant首張單曲專輯《Drug Restaurant》 - 發行日期：2016年5月27日（數位） 2016年6月10日（實體） - 語言：韓語 | 曲目 1. Intro（정준영밴드=Drug Restaurant） 2. Mistake 3. Sexy Bomb 4. What?! 5. When the Money's Back（只限實體CD版） |
| 2nd    | 第二張單曲專輯《Fiancee》 - 發行日期：2018年3月30日 - 語言：韓語                                                    | |

### 其他數位單曲
| 單曲 # | 單曲資料 | 曲目 |
| ------ | --- | --- |
| 1st    | 《I'm Nobody》 - 發行日期：2014年1月2日 - 語言：韓語 - 備註：漂亮男人OST Part 5                                               | 曲目 1. 하루만（I'm Nobody） 2. 하루만（I'm Nobody）（Drama Ver.）                                             |
| 2nd    | 《We Are the Reds》 - 發行日期：2014年3月12日 - 語言：韓語 - 備註：鄭俊英 & Soul Dive                                         | 曲目 1. Always Reds                                                                                            |
| 3rd    | 《Just the Way You Are》 - 發行日期：2014年5月29日 - 語言：韓語 - 備註：鄭俊英 & 高潤荷                                       | 曲目 1. Just the Way You Are（달리함께）                                                                       |
| 4th    | 《Same Place》 - 發行日期：2014年12月5日 - 語言：韓語 - 備註：現代農夫 OST Part 4                                             | 曲目 1. Same Place（모던파머）                                                                                 |
| 5th    | 《劍靈 Blade & Soul: Show Time》 - 發行日期：2014年12月17日 - 語言：韓語 - 備註：劍靈 Blade & Soul 宣傳曲                     | 曲目 1. Show Time                                                                                              |
| 6th    | 《월간 라이브키넥샨 Track 3》 - 發行日期：2015年10月29日 - 語言：韓語 - 備註：金鐘鉉 & 鄭俊英                                 | 曲目 1. 愛月（애월）                                                                                           |
| 7th    | 《Come To My Dream》 - 發行日期：2015年12月3日 - 語言：韓語 - 備註：Pokemon the movie XY 光輪的超魔神 胡巴 韓語主題曲         | 曲目 1. Come To My Dream                                                                                       |
| 8th    | 《Two You Project - Sugar Man Part.17》 - 發行日期：2016年2月10日 - 語言：韓語 - 備註：JTBC Two Yoo Project - Sugar Man演出曲 | 曲目 1. I Love You－鄭俊英 2. 遲來的後悔（늦은 후회）（Live Ver.）－Younha                                     |
| 9th    | 《春，追憶》 - 發行日期：2016年4月23日 - 語言：韓語 - 備註：記憶OST Part 3                                                    | 曲目 1. 春，追憶（봄, 추억） 2. 봄, 추억（Inst.）                                                              |
| 10th   | 《W OST Part.1》 - 發行日期：2016年7月27日 - 語言：韓語                                                                       | 曲目 1. 我走向你身邊或你來到我身邊（내가 너에게 가든 네가 나에게 오든） 2. 我走向你身邊或你來到我身邊（Inst.） |
| 11th   | 《還原的愛情》 - 發行日期：2017年1月20日 - 語言：國語 - 備註：《共感》中文版                                                  | 曲目 1. 還原的愛情                                                                                             |
| 12th   | 《王在相愛 OST Part.6》 - 發行日期：2017年8月22日 - 語言：韓語                                                                | 曲目 1. STAY 2. STAY（Inst.）                                                                                  |
| 13th   | 《Andante OST Part. 4》 - 發行日期：2017年11月5日 - 語言：韓語                                                                | 曲目 1. Everyday（매일）                                                                                       |
| 1st    | Drug Restaurant數位單曲《Her》 - 發行日期：2018年1月1日 - 語言：韓語                                                          | 曲目 1. Her 2. Her（Inst.）                                                                                    |

## 綜藝節目

### 綜藝固定
| 播出日期                                                                             | 電視台             | 節目名稱            | 備註                               |
| 2011年6月18日－9月3日                                                                | Comedy TV          | 臉贊時代 第五季     | Ep.1－12                           |
| 2012年8月17日－11月23日                                                              | Mnet               | Superstar K4        | Ep.1－15                           |
| 2013年9月10日－10月1日                                                               | On Style           | 鄭俊英的BE STUPID   | Ep.1－4                            |
| 2013年9月14日－2014年5月31日                                                         | MBC TV             | 我們結婚了 第四季   | Ep.55－90 俊美夫婦，與鄭柔美       |
| 2013年12月1日－2016年10月2日 2017年1月15日－2019年3月10日                            | KBS 2TV            | 兩天一夜 第三季     | Ep.1－145 Ep.159－                 |
| 2014年2月27日－2014年11月20日                                                        | Mnet               | M! Countdown        | 擔任MC，與安宰賢                   |
| 2015年12月17日－2016年3月3日 2016年3月24日－2016年4月7日 2016年5月5日－2016年6月23日 | JTBC               | 舊屋變新居          | Ep.2－12 Ep.15－17 Ep.21－25 Ep.28 |
| 2016年3月22日－2016年10月11日                                                        | tvN                | 家常飯白老師 第二季 | Ep.1－30                           |
| 2016年5月6日－ 2016年5月20日                                                         | JTBC               | Hit Maker           | Ep.1－3                            |
| 2016年8月4日 - 2016年12月1日                                                         | Channel 现代Card   | What the Chart      | Ep.1－7                            |
| 2017年7月12日 - 2017年7月26日                                                        | SBS TV             | 男性朋友女性朋友    | Ep.1－3                            |
| 2017年7月14日－2017年8月29日                                                         | Naver TV Mobidic   | 啤酒愛好者們的旅行  | Ep.1－13                           |
| 2017年11月25日－2019年3月9日                                                         | tvN                | 窮遊                |                                    |
| 2018年3月16日－2018年4月13日                                                         | 部落冲突：皇室战争 | 皇家探险            |                                    |

### 綜藝嘉賓
| 綜藝節目列表             | 綜藝節目列表 | 綜藝節目列表                | 綜藝節目列表   | 綜藝節目列表                              |
| ------------------------ | ------------ | --------------------------- | -------------- | ----------------------------------------- |
| 播出日期                 | 電視台       | 節目名稱                    | 集數           | 備註                                      |
| 2012年12月3日            | Mnet         | The Beatles Code2           | 第39集         |                                           |
| 2012年12月10日           | Mnet         | The Beatles Code2           | 第40集         |                                           |
| 2012年12月10日           | tvN          | 现场脱口秀Taxi              | 第268集        | 與Roy Kim                                 |
| 2012年12月17日           | tvN          | 现场脱口秀Taxi              | 第269集        | 與Roy Kim                                 |
| 2013年1月27日            | tvN          | 三個傻瓜                    |                |                                           |
| 2013年7月13日            | KBS          | 不朽的名曲                  |                |                                           |
| 2013年8月3日             | KBS          | 不朽的名曲                  |                |                                           |
| 2013年8月15日            | KBS          | Happy Together 3            |                |                                           |
| 2013年9月18日            | KBS          | 來看我吧                    |                |                                           |
| 2013年10月15日           | Mnet         | The Music Interview         |                |                                           |
| 2013年10月26日           | MBC          | 改變世界的問答              |                |                                           |
| 2013年10月22日           | KBS          | 1對100                      |                |                                           |
| 2013年10月30日           | MBC          | 黃金漁場 Radio Star         |                |                                           |
| 2013年11月2日            | KBS          | 不朽的名曲                  |                |                                           |
| 2013年11月8日            | KBS          | 家族的品格Full House        |                |                                           |
| 2013年12月26日           | KBS          | Happy Together 3            |                |                                           |
| 2014年1月13日            | Mnet         | WIDE All About Star         |                |                                           |
| 2014年3月15日            | KBS          | 演藝家中介                  |                |                                           |
| 2014年3月26日            | MBC          | 黃金漁場 Radio Star         |                |                                           |
| 2014年6月26日            | Mnet         | 音談駁論                    | 第12集         |                                           |
| 2014年6月28日            | tvN          | SNL Korea                   |                |                                           |
| 2014年6月30日            | Mnet         | WIDE 演藝News               |                |                                           |
| 2014年7月3日             | MBC          | 向星葵                      | 第03集         |                                           |
| 2014年7月5日             | KBS          | 演藝家中介                  |                |                                           |
| 2014年7月8日             | Mnet         | 4種秀                       | 第11集         |                                           |
| 2014年7月11日            | Arirang TV   | Simply K-Pop                |                | TEENAGER                                  |
| 2014年7月16日            | MBC          | Weekly Idol                 |                |                                           |
| 2014年7月17日            | KBS          | 飯桌之神                    | 第12集         |                                           |
| 2014年7月26日            | KBS          | 柳熙烈的寫生簿              | 第235集        |                                           |
| 2014年8月16日 - 10月11日 | SBS          | 時尚王KOREA2                | 第01集－第08集 |                                           |
| 2015年5月11日            | JTBC         | 拜託了冰箱                  | 第26集         |                                           |
| 2015年5月18日            | JTBC         | 拜託了冰箱                  | 第27集         |                                           |
| 2015年5月22日            | MBC          | 改變世界的問答              |                |                                           |
| 2015年5月23日            | MBC          | My Little Television        | 第05集         |                                           |
| 2015年5月29日            | KBS          | 柳熙烈的寫生簿              | 第275集        | 鄭俊英樂團                                |
| 2015年5月30日            | MBC          | My Little Television        | 第06集         |                                           |
| 2015年6月4日             | KBS          | Happy Together 3            | 第400集        |                                           |
| 2015年6月12日            | Ment         | Heart a tag                 | 第08集         |                                           |
| 2015年6月13日            | KBS          | 不朽的名曲                  |                | 鄭俊英樂團                                |
| 2015年9月26日            | KBS          | 不朽的名曲                  |                | 鄭俊英樂團                                |
| 2015年11月6日 - 11月27日 | SBS          | 叢林的法則                  |                | 薩摩亞篇第1-4集                           |
| 2015年11月14日           | KBS          | 不朽的名曲                  |                | 鄭俊英樂團                                |
| 2016年1月27日            | MBC          | 黃金漁場 Radio Star         |                |                                           |
| 2016年2月8日             | MBC          | 二重唱歌謠祭                | 春節特輯       |                                           |
| 2016年2月9日             | JTBC         | Two Yoo Project - Sugar Man | 第17集         |                                           |
| 2016年2月19日            | MBC          | 能力者們                    | 第15集         |                                           |
| 2016年2月22日            | KBS          | 大國民脫口秀-你好           | 第263集        |                                           |
| 2016年3月4日             | KBS          | 柳熙烈的寫生簿              | 第309集        |                                           |
| 2016年3月17日            | KBS          | Happy Together 3            | 第440集        | 與兩天一夜成員                            |
| 2016年4月29日            | MBC          | 二重唱歌謠祭                | 第4集          |                                           |
| 2016年6月3日             | MBC          | 我獨自生活                  | 第160集        |                                           |
| 2016年6月5日             | TvN          | 喜劇大聯盟                  | 第177回        |                                           |
| 2016年6月8日             | Dingo TV     | 辛苦了，今天也是            | 第3回          |                                           |
| 2016年6月11日            | KBS          | 戰鬥旅行                    | 第9集          | 與李宗泫、崔泰俊                          |
| 2016年6月18日            | KBS          | 戰鬥旅行                    | 第10集         | 與李宗泫、崔泰俊                          |
| 2016年7月28日            | Mnet         | 看見你的聲音                | 第5集          |                                           |
| 2016年8月9日 - 8月30日   | MBC MBig TV  | 花美男Bromance              |                | 與Roy Kim                                 |
| 2016年11月4日 - 11月18日 | SBS          | 叢林的法則                  |                | 東帝汶篇第1-3集                           |
| 2017年2月12日            | KBS          | 柳熙烈的寫生簿              | 第351集        |                                           |
| 2017年4月8日             | JTBC         | 認識的哥哥                  | 第70集         | 與李善彬                                  |
| 2017年4月8日             | KBS          | 不朽的名曲                  | 第298集        | 與金鍾旼一同做為兩天一夜代表參加          |
| 2017年5月14日            | KBS          | 搞笑演唱會                  | 第900集        | 與金鐘旼、Defconn一同作為兩天一夜代表參加 |
| 2017年5月20日            | MBC          | My Little Television        | 第98集         |                                           |
| 2017年5月27日            | MBC          | My Little Television        | 第99集         |                                           |
| 2017年6月14日            | MBC          | 黃金漁場 Radio Star         | 第484集        | 擔任一日MC代理主持                        |
| 2017年7月9日             | SBS          | 我家的熊孩子                | 第44集         |                                           |
| 2017年7月16日            | SBS          | 我家的熊孩子                | 第45集         |                                           |
| 2018年1月12日 - 1月26日  | SBS          | 叢林的法則                  | 第7-9集        | 庫克群島篇第7-9集                         |
| 2018年2月17日            | KBS          | 不朽的名曲                  | 第342集        | Drug Restaurant                           |
| 2018年2月24日            | KBS          | 不朽的名曲                  | 第343集        | Drug Restaurant                           |
| 2018年5月12日            | MBC          | 意外的Q                     | 第2集          | 與Hangzoo一組                             |

## 影視作品

### 電視劇
- 2013年：Mnet《Monstar》飾演 韓志雄（高中時期）
- 2015年：Mnet《The Lover》飾演 鄭英俊
- 2015年：KBS《製作人》飾演 Anti粉絲（客串第10集）
- 2016年：KBS《心裡的聲音》飾演 205號室住戶（客串第2集）

### 電影
- 2015年：《今天的戀愛》飾演 廉孝奉（安德魯）

## 音樂錄影帶MV
| 年份 | 歌曲                                  | MV                                                            |
| 2013 | 離別10分鐘前 (The Sense of an Ending) | 이별 10분 전（页面存档备份，存于）                            |
| 2013 | 這是病阿 (Spotless Mind)              | N극 Ver.（页面存档备份，存于） S극 Ver.（页面存档备份，存于） |
| 2014 | 一同另類 (Just The Way You Are)       | 달리 함께（页面存档备份，存于）                               |
| 2014 | TEENAGER                              | TEENAGER（页面存档备份，存于）                                |
| 2015 | OMG                                   | 정준영밴드 (JJY BAND) - OMG（页面存档备份，存于）             |
| 2016 | 共感 (SYMPATHY)                       | 공감 (SYMPATHY)（页面存档备份，存于）                         |
| Amy  | Amy（页面存档备份，存于）             |                                                               |
| 2018 | 未婚妻 (fiancée)                      | fiancée(피앙세)（页面存档备份，存于）                         |

### MV演出
| 年份 | 歌曲                               | 歌手              | MV                                                       |
| 2011 | Twinkle                            | 少女時代-TaeTiSeo | Twinkle（页面存档备份，存于）                            |
| 2013 | 사랑하고 싶은 날 (The Day to Love) | 李承哲            | 사랑하고 싶은 날 (The Day to Love)（页面存档备份，存于） |
| 2014 | Mr.애매모호 (Mr.曖昧模糊)          | MAMAMOO           | Mr.애매모호 (Mr.曖昧模糊) （页面存档备份，存于）         |

## 演唱會
- 鄭俊英 首张迷你专辑Showcase

| 日期           | 演唱會站次 | 舉行地點                             |
| 2013年10月10日 | 首爾站     | 首爾永登浦區汝矣島國際金融中心 M PUB |

- 鄭俊英，台灣專屬財產見面會

| 日期          | 演唱會站次 | 舉行地點         |
| 2013年12月8日 | 台北站     | 西門紅樓河岸留言 |

- 2014 鄭俊英 FIRST SHOWCASE in TAIWAN

| 日期          | 演唱會站次 | 舉行地點     |
| 2014年7月13日 | 台北站     | ATT SHOW BOX |

- 2014 鄭俊英德木現場Live巡迴演唱會《2014 DEMO LIVE Tour With JUNG JOON YOUNG》

| 日期           | 演唱會站次 | 舉行地點               |
| 2014年11月14日 | 北京站     | 北京展覽館劇場         |
| 2014年11月15日 | 深圳站     | 深圳A8音樂大廈         |
| 2014年11月16日 | 上海站     | 上海淺水灣文化藝術中心 |

## 獎項

### 大型頒獎禮獎項
| 年份 | 獎項 |
| ---- | --- |
| 2013 | - Mnet 20's Choice - 最佳翻唱獎（與Roy Kim） - MBC演藝大賞 - 年度藝人獎（《我們結婚了》）                                                                                      |
| 2014 | - 第3屆Gaon Chart K-POP大獎 - 男子新人獎、最受歡迎年度 KTV 歌曲獎（與Roy Kim，化為塵埃） - 第16屆Mnet亞洲音樂大獎 (MAMA) - Style In Music - KBS演藝大賞 - 綜藝部門最佳藝能人獎 |

### 音樂節目獎項
| 年份 | 日期 | 電視台 | 節目名稱 | 獲獎歌曲 | 排名 |
| ---- | ---- | ------ | -------- | -------- | ---- |

#### 主要音樂節目榜單排名
| 主打歌曲排名成績                                                                                                 | 主打歌曲排名成績                      | 主打歌曲排名成績      | 主打歌曲排名成績       | 主打歌曲排名成績          | 主打歌曲排名成績    | 主打歌曲排名成績                                             |
| 專輯 | 歌曲                                  | Mnet 《M! Countdown》 | KBS 2TV 《Music Bank》 | MBC TV 《Show! 音樂中心》 | SBS TV 《人氣歌謠》 | 備註                                                         |
| 2013年 | 2013年                                | 2013年                | 2013年                 | 2013年                    | 2013年              | 2013年                                                       |
| --- | ------------------------------------- | --------------------- | ---------------------- | ------------------------- | ------------------- | ------------------------------------------------------------ |
| Jung Joon Young Mini Album Vol. 1                                                                                | 這是病啊（Spotless Mind）             | /                     | 13                     | 3                         | /                   | MBC MUSIC Show Champion：13                                  |
| Jung Joon Young Mini Album Vol. 1                                                                                | 離別10分前                            | 6                     | 12                     | 2                         | /                   | MBC MUSIC Show Champion：6                                   |
| 2014年 |                                       |                       |                        |                           |                     |                                                              |
| TEENAGER | TEENAGER                              | 7                     | 18                     | 21                        | /                   | MBC MUSIC Show Champion：11                                  |
| 2015年 |                                       |                       |                        |                           |                     |                                                              |
| 偏離日常 | OMG                                   | 6                     | 32                     | 36                        | 38                  | 鄭俊英樂團名義發行 SBS MTV THE SHOW：3                       |
| 2016年 |                                       |                       |                        |                           |                     |                                                              |
| 共感 | 共感（공감）                          | 6                     | 20                     |                           | 18                  | Feat. 徐英恩 MBC MUSIC Show Champion：14 SBS MTV THE SHOW：6 |
| Drug Restaurant                                                                                                  | Drug Restaurant                       | /                     | /                      |                           | /                   | Drug Restaurant名義發行                                      |
| 2017年 |                                       |                       |                        |                           |                     |                                                              |
| 第一人稱（1인칭）                                                                                                | 我和你（나와너）                      | /                     | 23                     |                           | /                   | feat. 張慧真                                                 |
| \| - 「/」：沒有相關資料 - 「(1)」：兩星期冠軍 - 「[1]」：三星期冠軍 \| - 「{1}」：四星期冠軍 - 「*」：打榜中 \| |                                       |                       |                        |                           |                     |                                                              |
| - 「/」：沒有相關資料 - 「(1)」：兩星期冠軍 - 「[1]」：三星期冠軍                                                | - 「{1}」：四星期冠軍 - 「*」：打榜中 |                       |                        |                           |                     |                                                              |

| 各台冠軍歌曲獎座統計 | 各台冠軍歌曲獎座統計 | 各台冠軍歌曲獎座統計 | 各台冠軍歌曲獎座統計 |
| Mnet                 | KBS                  | MBC                  | SBS                  |
| -------------------- | -------------------- | -------------------- | -------------------- |
| 0                    | 0                    | 0                    | 0                    |
| 四台冠軍歌曲總數：0  |                      |                      |                      |

## 外部連結
- 官方Cafe（页面存档备份，存于）
- 個人Blog（页面存档备份，存于）
- 官方Weibo（页面存档备份，存于）
- 官方Twitter（页面存档备份，存于）
- 個人Twitter（页面存档备份，存于）
- 個人Instagram（页面存档备份，存于）
- 官方Youtube頻道（页面存档备份，存于）